# Superliga 2017-2018 (pallavolo maschile, Russia)
La Superliga russa di pallavolo maschile 2017-2018 si è svolta dal 10 settembre 2017 al 29 aprile 2018: al torneo hanno partecipato 14 squadre di club russe e la vittoria finale è andata per la decima volta, la quinta consecutiva, allo Zenit-Kazan.

## Regolamento
Le squadre hanno disputato un girone all'italiana, con gare di andata e ritorno, per un totale di ventisei giornate; al termine della regular season:
- Le prime otto classificate hanno acceduto ai play-off scudetto, strutturati in quarti di finale, semifinali, finale 3º posto (giocati al meglio di due vittorie su tre gare) e finale scudetto (giocata al meglio di tre vittorie su cinque gare) con eventuale "bella" in casa della formazione meglio classificata; gli accoppiamenti dei quarti di finale sono stati stabiliti in funzione della posizione raggiunta in classifica (1º-8º, 2º-7º, 3º-6º, 4º-5º) mentre per le semifinali si è effettuato un nuovo accoppiamento abbinando la semifinalista meglio classificata in regular season con quella peggio classificata fra le altre tre qualificate[1].
- Le formazioni sconfitte nei quarti di finale dei play-off scudetto hanno acceduto ai play-off per il quinto posto, strutturati in semifinali e finale 5º posto (entrambi giocati al meglio di due vittorie su tre gare) con accoppiamento fra le formazioni in funzione della posizione raggiunta in classifica.
- Le formazioni classificate dal nono al quattordicesimo posto hanno disputato i play-out, strutturati in sfide al meglio delle tre vittorie su cinque con eventuale "bella" in casa della formazione meglio classificata ed accoppiamenti stabiliti in funzione della posizione raggiunta in classifica (9º-14º, 10º-13º, 11º-12º): le vincitrici si sono salvate.
- Le tre formazioni sconfitte ai play-out hanno disputato il torneo di qualificazione alla Superliga, strutturato in un doppio round-robin nel quale si sono scontrate con la squadra classificata al secondo posto della Visšaja liga A: le prime due classificate hanno ottenuto il diritto di partecipare alla Superliga 2018-19.

### Criteri di classifica
Se il risultato finale è stato di 3-0 o 3-1 sono stati assegnati 3 punti alla squadra vincente e 0 a quella sconfitta, se il risultato finale è stato di 3-2 sono stati assegnati 2 punti alla squadra vincente e 1 a quella sconfitta.
L'ordine del posizionamento in classifica è stato definito in base a:
- Numero di partite vinte;
- Punti;
- Ratio dei set vinti/persi;
- Ratio dei punti realizzati/subiti;
- Risultato degli scontri diretti.

## Squadre partecipanti
Alla Superliga 2017-2018 partecipano quattordici squadre di club russe, tra cui la neopromossa Jaroslavič, vincitrice della Vysšaja liga A, e la neonata Zenit San Pietroburgo, che è stata ammessa alla Superlega dalla ВФВ in seguito alla rinuncia alla partecipazione al massimo campionato per motivi finanziari della Dinamo Krasnodar.
| Club                  | Città           | Impianto                                                    | Stagione precedente                                          |
| --------------------- | --------------- | ----------------------------------------------------------- | ------------------------------------------------------------ |
| Belogor'e             | Belgorod        | Dvorec sporta Kosmos, Belgorod                              | 4ª in Superliga Finale 3º posto play-off scudetto            |
| Dinamo-LO             | Sosnovyj Bor    | Accademia del Volley Vjačeslav Platonov, San Pietroburgo    | 12ª in Superliga                                             |
| Dinamo Mosca          | Mosca           | Dvorec sporta Dinamo, Mosca                                 | 2ª in Superliga Finale play-off scudetto                     |
| Enisej                | Krasnojarsk     | Dom Sporta Imeni M. Dvorkina, Krasnojarsk                   | 9ª in Superliga Spareggi play-off scudetto                   |
| Fakel                 | Novyj Urengoj   | Palazzetto dello Sport Zvezdnyj, Novyj Urengoj              | 6ª in Superliga Vincitore finale 5º posto                    |
| Gazprom-Jugra         | Surgut          | Prem'er-Arena, Surgut                                       | 8ª in Superliga Finale 5º posto                              |
| Jaroslavič            | Jaroslavl'      | SOK Atlant, Jaroslavl'                                      | 1ª in Visšaja liga A                                         |
| Kuzbass               | Kemerovo        | SRK Arena, Kemerovo                                         | 5ª in Superliga Spareggi play-off scudetto                   |
| Lokomotiv Novosibirsk | Novosibirsk     | SKK Sever, Novosibirsk                                      | 3ª in Superliga Vincitrice finale 3º posto play-off scudetto |
| NOVA                  | Novokujbyševsk  | Fizkul'turno-Ozdorovitel'nyj Kompleks Oktan, Novokujbyševsk | 10ª in Superliga Spareggi play-off scudetto                  |
| Samotlor              | Nižnevartovsk   | Zal meždunarodnych vstreč, Nižnevartovsk                    | 11ª in Superliga                                             |
| Ural                  | Ufa             | SDK Dinamo, Ufa                                             | 7ª in Superliga Spareggi play-off scudetto                   |
| Zenit-Kazan           | Kazan'          | Centr volejbola Sankt-Peterburg, Kazan'                     | Campione di Russia                                           |
| Zenit San Pietroburgo | San Pietroburgo | Accademia del Volley Vjačeslav Platonov, San Pietroburgo    | Debutto                                                      |

## Campionato

### Regular season

#### Risultati
| Prima giornata |                                    |     |                                   |
|                |                                    |     |                                   |
| 10-09          | Kuzbass-Ural                       | 3-1 | 25-23, 25-21, 23-25, 25-18        |
| 10-09          | Gazprom-Jugra-Enisej               | 3-1 | 22-25, 25-23, 25-18, 25-22        |
| 10-09          | Fakel-NOVA                         | 2-3 | 25-21, 25-18, 21-25, 16-25, 13-15 |
| 10-09          | Dinamo-LO-Lokomotiv Novosibirsk    | 1-3 | 25-18, 22-25, 15-25, 18-25        |
| 10-09          | Zenit-Kazan-Jaroslavič             | 3-0 | 25-16, 26-24, 25-15               |
| 10-09          | Dinamo Mosca-Zenit San Pietroburgo | 1-3 | 25-19, 20-25, 17-25, 24-26        |
| 11-09          | Belogor'e-Samotlor                 | 3-1 | 19-25, 25-15, 25-20, 25-18        |

| Seconda giornata |                                     |     |                                   |
|                  |                                     |     |                                   |
| 16-09            | Lokomotiv Novosibirsk-Gazprom-Jugra | 3-1 | 25-15, 25-19, 19-25, 25-16        |
| 16-09            | Ural-Zenit-Kazan                    | 0-3 | 15-25, 22-25, 11-25               |
| 16-09            | Dinamo Mosca-Kuzbass                | 2-3 | 25-21, 18-25, 20-25, 25-22, 11-15 |
| 16-09            | Zenit San Pietroburgo-Enisej        | 3-1 | 19-25, 25-21, 25-16, 25-22        |
| 16-09            | Belogor'e-Fakel                     | 3-0 | 25-23, 25-17, 25-23               |
| 16-09            | Jaroslavič-Samotlor                 | 3-1 | 25-19, 25-23, 23-25, 25-17        |
| 17-09            | NOVA-Dinamo-LO                      | 3-2 | 25-23, 22-25, 20-25, 25-18, 20-18 |

| Terza giornata |                                   |     |                                   |
|                |                                   |     |                                   |
| 22-09          | Belogor'e-Zenit San Pietroburgo   | 3-1 | 25-21, 25-20, 22-25, 25-19        |
| 23-09          | Kuzbass-NOVA                      | 3-1 | 25-19, 25-17, 23-25, 25-14        |
| 23-09          | Gazprom-Jugra-Samotlor            | 3-2 | 25-16, 18-25, 23-25, 25-20, 15-11 |
| 23-09          | Dinamo-LO-Fakel                   | 0-3 | 21-25, 18-25, 20-25               |
| 23-09          | Ural-Enisej                       | 3-2 | 21-25, 23-25, 25-20, 25-18, 15-10 |
| 23-09          | Zenit-Kazan-Lokomotiv Novosibirsk | 3-1 | 22-25, 25-22, 25-23, 25-22        |
| 23-09          | Dinamo Mosca-Jaroslavič           | 3-0 | 25-18, 25-17, 25-16               |

| Quarta giornata |                                    |     |                                   |
|                 |                                    |     |                                   |
| 26-09           | Zenit San Pietroburgo-Fakel        | 3-0 | 25-10, 25-17, 26-24               |
| 27-09           | NOVA-Ural                          | 1-3 | 25-17, 24-26, 17-25, 23-25        |
| 27-09           | Samotlor-Kuzbass                   | 3-2 | 17-25, 20-25, 25-19, 25-23, 15-8  |
| 27-09           | Gazprom-Jugra-Dinamo-LO            | 3-2 | 25-19, 17-25, 25-13, 22-25, 15-11 |
| 27-09           | Zenit-Kazan-Belogor'e              | 3-0 | 25-19, 25-23, 25-18               |
| 27-09           | Dinamo Mosca-Lokomotiv Novosibirsk | 3-1 | 25-23, 17-25, 25-23, 35-33        |
| 27-09           | Enisej-Jaroslavič                  | 3-0 | 25-20, 25-21, 25-19               |

| Quinta giornata |                                     |     |                                   |
|                 |                                     |     |                                   |
| 30-09           | Enisej-NOVA                         | 1-3 | 23-25, 25-17, 14-25, 28-30        |
| 30-09           | Lokomotiv Novosibirsk-Jaroslavič    | 3-2 | 23-25, 25-23, 18-25, 25-20, 15-10 |
| 30-09           | Ural-Samotlor                       | 3-0 | 25-23, 25-19, 25-23               |
| 30-09           | Gazprom-Jugra-Zenit San Pietroburgo | 3-2 | 22-25, 28-26, 25-27, 25-22, 15-11 |
| 30-09           | Dinamo-LO-Kuzbass                   | 2-3 | 25-19, 25-22, 22-25, 23-25, 6-15  |
| 30-09           | Zenit-Kazan-Fakel                   | 3-2 | 25-22, 17-25, 25-23, 20-25, 15-9  |
| 30-09           | Belogor'e-Dinamo Mosca              | 3-0 | 34-32, 25-20, 25-23               |

| Sesta giornata |                                 |     |                                   |
|                |                                 |     |                                   |
| 07-10          | Lokomotiv Novosibirsk-Belogor'e | 2-3 | 25-20, 25-18, 20-25, 20-25, 13-15 |
| 07-10          | Samotlor-Enisej                 | 0-3 | 20-25, 21-25, 20-25               |
| 07-10          | Ural-Dinamo-LO                  | 3-2 | 25-22, 20-25, 21-25, 25-22, 15-13 |
| 07-10          | Zenit-Kazan-Gazprom-Jugra       | 3-1 | 25-15, 26-24, 20-25, 25-21        |
| 07-10          | Zenit San Pietroburgo-Kuzbass   | 1-3 | 25-20, 21-25, 16-25, 28-30        |
| 07-10          | Dinamo Mosca-Fakel              | 1-3 | 21-25, 25-20, 23-25, 24-26        |
| 07-10          | Jaroslavič-NOVA                 | 2-3 | 25-16, 27-25, 19-25, 17-25, 11-15 |

| Settima giornata |                             |     |                                   |
|                  |                             |     |                                   |
| 20-10            | Ural-Zenit San Pietroburgo  | 3-1 | 25-19, 27-25, 19-25, 25-20        |
| 21-10            | NOVA-Samotlor               | 3-0 | 25-17, 25-22, 25-22               |
| 21-10            | Gazprom-Jugra-Dinamo Mosca  | 2-3 | 25-22, 23-25, 25-17, 22-25, 13-15 |
| 21-10            | Dinamo-LO-Enisej            | 2-3 | 21-25, 25-21, 25-19, 19-25, 12-15 |
| 22-10            | Kuzbass-Zenit-Kazan         | 0-3 | 22-25, 26-28, 21-25               |
| 22-10            | Fakel-Lokomotiv Novosibirsk | 3-2 | 20-25, 25-21, 25-19, 24-26, 15-13 |
| 22-10            | Belogor'e-Jaroslavič        | 3-0 | 25-18, 25-20, 25-16               |

| Ottava giornata |                               |     |                            |
|                 |                               |     |                            |
| 26-10           | Enisej-Zenit-Kazan            | 1-3 | 22-25, 20-25, 25-23, 24-26 |
| 28-10           | Kuzbass-Lokomotiv Novosibirsk | 1-3 | 25-23, 22-25, 16-25, 31-33 |
| 28-10           | Ural-Dinamo Mosca             | 0-3 | 22-25, 17-25, 22-25        |
| 28-10           | Fakel-Jaroslavič              | 3-0 | 25-19, 25-21, 25-19        |
| 28-10           | Gazprom-Jugra-Belogor'e       | 0-3 | 20-25, 22-25, 24-26        |
| 28-10           | Dinamo-LO-Samotlor            | 3-0 | 25-20, 27-25, 25-19        |
| 28-10           | NOVA-Zenit San Pietroburgo    | 3-0 | 25-22, 25-22, 28-26        |

| Nona giornata |                                             |     |                                  |
|               |                                             |     |                                  |
| 04-11         | Samotlor-Fakel                              | 1-3 | 25-22, 20-25, 23-25, 13-25       |
| 04-11         | NOVA-Gazprom-Jugra                          | 3-2 | 26-28, 25-22, 25-20, 21-25, 15-3 |
| 04-11         | Ural-Jaroslavič                             | 3-1 | 21-25, 25-15, 27-25, 25-21       |
| 04-11         | Zenit-Kazan-Dinamo Mosca                    | 3-0 | 25-19, 25-21, 25-14              |
| 05-11         | Enisej-Kuzbass                              | 1-3 | 19-25, 23-25, 25-21, 21-25       |
| 05-11         | Belogor'e-Dinamo-LO                         | 3-0 | 25-19, 25-22, 25-20              |
| 05-11         | Zenit San Pietroburgo-Lokomotiv Novosibirsk | 3-0 | 25-23, 25-17, 25-19              |

| Decima giornata |                                |     |                            |
|                 |                                |     |                            |
| 11-11           | NOVA-Zenit-Kazan               | 0-3 | 17-25, 23-25, 16-25        |
| 11-11           | Gazprom-Jugra-Fakel            | 1-3 | 22-25, 25-20, 24-26, 25-27 |
| 11-11           | Dinamo Mosca-Enisej            | 3-1 | 25-21, 19-25, 25-15, 25-20 |
| 11-11           | Belogor'e-Kuzbass              | 3-0 | 26-24, 25-13, 25-17        |
| 11-11           | Jaroslavič-Dinamo-LO           | 3-1 | 25-27, 25-21, 25-20, 29-27 |
| 11-11           | Zenit San Pietroburgo-Samotlor | 3-0 | 25-18, 25-18, 25-21        |
| 22-11           | Lokomotiv Novosibirsk-Ural     | 3-0 | 25-15, 25-19, 25-13        |

| Undicesima giornata |                                 |     |                                   |
|                     |                                 |     |                                   |
| 15-11               | Kuzbass-Fakel                   | 0-3 | 18-25, 23-25, 19-25               |
| 15-11               | Lokomotiv Novosibirsk-Enisej    | 3-0 | 25-16, 25-18, 25-17               |
| 15-11               | Dinamo-LO-Zenit San Pietroburgo | 0-3 | 23-25, 23-25, 21-25               |
| 15-11               | Samotlor-Zenit-Kazan            | 0-3 | 20-25, 23-25, 12-25               |
| 15-11               | NOVA-Dinamo Mosca               | 2-3 | 25-22, 18-25, 25-20, 19-25, 14-16 |
| 15-11               | Ural-Belogor'e                  | 1-3 | 22-25, 25-16, 19-25, 14-25        |
| 15-11               | Gazprom-Jugra-Jaroslavič        | 3-1 | 25-15, 25-15, 22-25, 25-19        |

| Dodicesima giornata |                                  |     |                            |
|                     |                                  |     |                            |
| 18-11               | Lokomotiv Novosibirsk-NOVA       | 3-0 | 25-19, 25-21, 25-23        |
| 18-11               | Enisej-Belogor'e                 | 0-3 | 16-25, 20-25, 18-25        |
| 18-11               | Fakel-Ural                       | 3-1 | 25-22, 25-21, 17-25, 25-22 |
| 18-11               | Gazprom-Jugra-Kuzbass            | 1-3 | 25-17, 23-25, 18-25, 13-25 |
| 18-11               | Dinamo-LO-Zenit-Kazan            | 0-3 | 14-25, 21-25, 17-25        |
| 18-11               | Dinamo Mosca-Samotlor            | 3-0 | 25-23, 25-17, 25-16        |
| 18-11               | Jaroslavič-Zenit San Pietroburgo | 1-3 | 22-25, 21-25, 30-28, 24-26 |

| Tredicesima giornata |                                   |     |                                   |
|                      |                                   |     |                                   |
| 22-11                | Zenit San Pietroburgo-Zenit-Kazan | 3-1 | 22-25, 25-19, 25-23, 25-23        |
| 25-11                | Enisej-Fakel                      | 0-3 | 15-25, 20-25, 18-25               |
| 25-11                | Kuzbass-Jaroslavič                | 1-3 | 25-27, 22-25, 25-18, 23-25        |
| 25-11                | Samotlor-Lokomotiv Novosibirsk    | 0-3 | 25-27, 20-25, 19-25               |
| 25-11                | Ural-Gazprom-Jugra                | 3-2 | 22-25, 25-20, 25-21, 21-25, 15-12 |
| 25-11                | Dinamo Mosca-Dinamo-LO            | 3-0 | 26-24, 25-17, 25-21               |
| 25-11                | Belogor'e-NOVA                    | 3-1 | 25-21, 25-19, 21-25, 25-23        |

| Quattordicesima giornata |                                    |     |                                  |
|                          |                                    |     |                                  |
| 09-12                    | Enisej-Gazprom-Jugra               | 1-3 | 25-22, 22-25, 19-25, 23-25       |
| 09-12                    | Ural-Kuzbass                       | 3-0 | 25-22, 25-22, 25-23              |
| 09-12                    | NOVA-Fakel                         | 0-3 | 13-25, 25-27, 19-25              |
| 09-12                    | Zenit-Kazan-Jaroslavič             | 3-1 | 25-14, 25-10, 23-25, 25-15       |
| 09-12                    | Zenit San Pietroburgo-Dinamo Mosca | 1-3 | 22-25, 25-23, 21-25, 22-25       |
| 10-12                    | Lokomotiv Novosibirsk-Dinamo-LO    | 3-0 | 25-20, 25-19, 27-25              |
| 10-12                    | Samotlor-Belogor'e                 | 2-3 | 25-19, 22-25, 26-24, 15-25, 6-15 |

| Quindicesima giornata |                                             |     |                                   |
|                       |                                             |     |                                   |
| 24-12                 | Lokomotiv Novosibirsk-Zenit San Pietroburgo | 2-3 | 23-25, 26-24, 25-17, 25-27, 12-15 |
| 24-12                 | Kuzbass-Enisej                              | 3-0 | 25-19, 25-18, 25-19               |
| 24-12                 | Gazprom-Jugra-NOVA                          | 2-3 | 18-25, 25-17, 26-24, 15-25, 13-15 |
| 24-12                 | Fakel-Samotlor                              | 3-0 | 25-14, 27-25, 25-15               |
| 24-12                 | Dinamo-LO-Belogor'e                         | 0-3 | 20-25, 22-25, 26-28               |
| 24-12                 | Jaroslavič-Ural                             | 0-3 | 21-25, 22-25, 19-25               |
| 24-12                 | Dinamo Mosca-Zenit-Kazan                    | 1-3 | 25-27, 22-25, 27-25, 20-25        |

| Sedicesima giornata |                                   |     |                            |
|                     |                                   |     |                            |
| 28-12               | Enisej-Ural                       | 0-3 | 16-25, 20-25, 24-26        |
| 28-12               | Lokomotiv Novosibirsk-Zenit-Kazan | 0-3 | 21-25, 19-25, 21-25        |
| 28-12               | NOVA-Kuzbass                      | 1-3 | 25-21, 23-25, 24-26, 18-25 |
| 28-12               | Samotlor-Gazprom-Jugra            | 1-3 | 23-25, 29-27, 14-25, 22-25 |
| 28-12               | Fakel-Dinamo-LO                   | 3-1 | 26-24, 25-16, 22-25, 25-19 |
| 28-12               | Jaroslavič-Dinamo Mosca           | 0-3 | 15-25, 31-33, 16-25        |
| 28-12               | Zenit San Pietroburgo-Belogor'e   | 1-3 | 17-25, 25-21, 20-25, 15-25 |

| Diciassettesima giornata |                                    |     |                                   |
|                          |                                    |     |                                   |
| 06-01                    | Kuzbass-Samotlor                   | 3-0 | 25-0, 25-0, 25-0                  |
| 06-01                    | Lokomotiv Novosibirsk-Dinamo Mosca | 1-3 | 25-18, 32-34, 22-25, 21-25        |
| 06-01                    | Ural-NOVA                          | 3-0 | 25-21, 25-22, 25-18               |
| 06-01                    | Fakel-Zenit San Pietroburgo        | 3-0 | 25-22, 25-22, 25-15               |
| 06-01                    | Dinamo-LO-Gazprom-Jugra            | 3-1 | 25-22, 20-25, 25-19, 33-31        |
| 06-01                    | Jaroslavič-Enisej                  | 1-3 | 19-25, 25-19, 14-25, 22-25        |
| 07-01                    | Belogor'e-Zenit-Kazan              | 3-2 | 21-25, 25-20, 25-18, 20-25, 15-12 |

| Diciottesima giornata |                                     |     |                                   |
|                       |                                     |     |                                   |
| 10-01                 | NOVA-Enisej                         | 3-2 | 23-25, 25-17, 21-25, 25-18, 15-12 |
| 10-01                 | Samotlor-Ural                       | 0-3 | 23-25, 17-25, 23-25               |
| 10-01                 | Fakel-Zenit-Kazan                   | 0-3 | 18-25, 19-25, 20-25               |
| 10-01                 | Zenit San Pietroburgo-Gazprom-Jugra | 3-0 | 25-18, 25-14, 25-18               |
| 10-01                 | Kuzbass-Dinamo-LO                   | 3-0 | 25-13, 25-18, 25-16               |
| 10-01                 | Dinamo Mosca-Belogor'e              | 3-0 | 25-20, 25-18, 27-25               |
| 10-01                 | Jaroslavič-Lokomotiv Novosibirsk    | 1-3 | 21-25, 17-25, 25-23, 22-25        |

| Diciannovesima giornata |                                 |     |                                   |
|                         |                                 |     |                                   |
| 13-01                   | Enisej-Samotlor                 | 3-1 | 25-17, 27-25, 24-26, 25-15        |
| 13-01                   | Kuzbass-Zenit San Pietroburgo   | 2-3 | 21-25, 27-29, 25-13, 25-18, 12-15 |
| 13-01                   | Gazprom-Jugra-Zenit-Kazan       | 0-3 | 10-25, 17-25, 19-25               |
| 13-01                   | Fakel-Dinamo Mosca              | 3-0 | 25-23, 25-13, 25-18               |
| 13-01                   | NOVA-Jaroslavič                 | 3-2 | 25-17, 22-25, 25-22, 21-25, 15-7  |
| 13-01                   | Dinamo-LO-Ural                  | 3-2 | 19-25, 28-26, 26-24, 16-25, 15-11 |
| 13-01                   | Belogor'e-Lokomotiv Novosibirsk | 3-0 | 25-23, 25-13, 29-27               |

| Ventesima giornata |                             |     |                                   |
|                    |                             |     |                                   |
| 20-01              | Enisej-Dinamo-LO            | 2-3 | 30-28, 22-25, 15-25, 25-15, 13-15 |
| 20-01              | Samotlor-NOVA               | 0-3 | 18-25, 20-25, 20-25               |
| 20-01              | Zenit San Pietroburgo-Ural  | 3-1 | 25-21, 25-23, 19-25, 25-20        |
| 20-01              | Dinamo Mosca-Gazprom-Jugra  | 3-0 | 25-23, 25-14, 25-21               |
| 21-01              | Lokomotiv Novosibirsk-Fakel | 3-1 | 16-25, 33-31, 25-21, 27-25        |
| 21-01              | Zenit-Kazan-Kuzbass         | 3-1 | 25-15, 25-21, 22-25, 25-12        |
| 21-01              | Jaroslavič-Belogor'e        | 0-3 | 11-25, 21-25, 21-25               |

| Ventunesima giornata |                               |     |                                   |
|                      |                               |     |                                   |
| 27-01                | Lokomotiv Novosibirsk-Kuzbass | 3-1 | 26-24, 25-15, 23-25, 25-17        |
| 27-01                | Samotlor-Dinamo-LO            | 1-3 | 26-28, 25-21, 19-25, 24-26        |
| 27-01                | Zenit-Kazan-Enisej            | 3-0 | 25-17, 25-23, 25-16               |
| 27-01                | Dinamo Mosca-Ural             | 3-2 | 21-25, 25-23, 13-25, 25-20, 15-8  |
| 27-01                | Belogor'e-Gazprom-Jugra       | 1-3 | 25-21, 24-26, 21-25, 12-25        |
| 27-01                | Jaroslavič-Fakel              | 2-3 | 25-22, 14-25, 25-19, 18-25, 15-17 |
| 29-01                | Zenit San Pietroburgo-NOVA    | 3-0 | 25-23, 25-23, 25-20               |

| Ventiduesima giornata |                                     |     |                                   |
|                       |                                     |     |                                   |
| 01-02                 | Dinamo-LO-NOVA                      | 2-3 | 17-25, 25-17, 21-25, 25-21, 11-15 |
| 03-02                 | Enisej-Zenit San Pietroburgo        | 1-3 | 18-25, 16-25, 25-21, 16-25        |
| 03-02                 | Samotlor-Jaroslavič                 | 1-3 | 19-25, 22-25, 25-17, 23-25        |
| 03-02                 | Zenit-Kazan-Ural                    | 3-1 | 25-15, 17-25, 25-20, 25-17        |
| 04-02                 | Kuzbass-Dinamo Mosca                | 2-3 | 25-15, 25-23, 25-27, 23-25, 12-15 |
| 04-02                 | Fakel-Belogor'e                     | 2-3 | 16-25, 25-23, 25-19, 24-26, 12-15 |
| 05-02                 | Gazprom-Jugra-Lokomotiv Novosibirsk | 1-3 | 23-25, 23-25, 25-21, 27-29        |

| Ventitreesima giornata |                                |     |                                  |
|                        |                                |     |                                  |
| 08-02                  | Kuzbass-Belogor'e              | 3-1 | 25-16, 16-25, 25-18, 25-22       |
| 09-02                  | Ural-Lokomotiv Novosibirsk     | 2-3 | 31-29, 23-25, 25-23, 15-25, 7-15 |
| 10-02                  | Enisej-Dinamo Mosca            | 0-3 | 25-27, 25-27, 19-25              |
| 10-02                  | Samotlor-Zenit San Pietroburgo | 0-3 | 15-25, 28-30, 19-25              |
| 10-02                  | Fakel-Gazprom-Jugra            | 3-0 | 25-22, 25-19, 25-16              |
| 10-02                  | Zenit-Kazan-NOVA               | 3-0 | 25-17, 25-19, 28-26              |
| 10-02                  | Dinamo-LO-Jaroslavič           | 3-1 | 23-25, 25-21, 25-14, 25-21       |

| Ventiquattresima giornata |                                 |     |                            |
|                           |                                 |     |                            |
| 17-02                     | Enisej-Lokomotiv Novosibirsk    | 3-1 | 26-28, 27-25, 25-22, 25-19 |
| 17-02                     | Fakel-Kuzbass                   | 1-3 | 22-25, 25-17, 19-25, 23-25 |
| 17-02                     | Zenit-Kazan-Samotlor            | 3-0 | 25-19, 25-11, 25-19        |
| 17-02                     | Zenit San Pietroburgo-Dinamo-LO | 3-1 | 25-18, 26-24, 23-25, 25-19 |
| 17-02                     | Dinamo Mosca-NOVA               | 3-1 | 25-17, 25-21, 26-28, 25-14 |
| 17-02                     | Belogor'e-Ural                  | 3-1 | 25-22, 23-25, 27-25, 25-19 |
| 17-02                     | Jaroslavič-Gazprom-Jugra        | 0-3 | 22-25, 23-25, 23-25        |

| Venticinquesima giornata |                                  |     |                            |
|                          |                                  |     |                            |
| 23-02                    | Belogor'e-Enisej                 | 3-0 | 25-21, 25-23, 25-20        |
| 24-02                    | Kuzbass-Gazprom-Jugra            | 3-0 | 25-17, 25-21, 25-12        |
| 24-02                    | Samotlor-Dinamo Mosca            | 1-3 | 25-19, 18-25, 15-25, 18-25 |
| 24-02                    | NOVA-Lokomotiv Novosibirsk       | 3-1 | 25-22, 19-25, 25-23, 25-20 |
| 24-02                    | Ural-Fakel                       | 0-3 | 22-25, 16-25, 25-27        |
| 24-02                    | Zenit-Kazan-Dinamo-LO            | 3-0 | 25-18, 25-21, 25-12        |
| 24-02                    | Zenit San Pietroburgo-Jaroslavič | 3-0 | 27-25, 25-18, 25-15        |

| Ventiseiesima giornata |                                   |     |                                   |
|                        |                                   |     |                                   |
| 03-03                  | Lokomotiv Novosibirsk-Samotlor    | 3-1 | 25-18, 29-31, 25-21, 25-15        |
| 03-03                  | NOVA-Belogor'e                    | 3-2 | 25-14, 22-25, 25-21, 23-25, 16-14 |
| 03-03                  | Fakel-Enisej                      | 3-0 | 25-15, 25-23, 25-22               |
| 03-03                  | Gazprom-Jugra-Ural                | 1-3 | 22-25, 16-25, 25-19, 20-25        |
| 03-03                  | Jaroslavič-Kuzbass                | 2-3 | 15-25, 25-22, 25-16, 17-25, 9-15  |
| 03-03                  | Zenit-Kazan-Zenit San Pietroburgo | 3-0 | 25-15, 25-21, 25-22               |
| 03-03                  | Dinamo-LO-Dinamo Mosca            | 1-3 | 20-25, 23-25, 25-20, 17-25        |

#### Classifica
| Pos. | Squadra               | Pt | G  | V  | P  | SV | SP | Ratio | PF   | PS   | Ratio |
| ---- | --------------------- | -- | -- | -- | -- | -- | -- | ----- | ---- | ---- | ----- |
| 1.   | Zenit-Kazan           | 72 | 26 | 24 | 2  | 75 | 15 | 5,000 | 2180 | 1772 | 1,230 |
| 2.   | Belogor'e             | 60 | 26 | 21 | 5  | 67 | 29 | 2,310 | 2227 | 2024 | 1,100 |
| 3.   | Dinamo Mosca          | 54 | 26 | 19 | 7  | 62 | 36 | 1,722 | 2272 | 2153 | 1,055 |
| 4.   | Fakel                 | 55 | 26 | 18 | 8  | 62 | 33 | 1,879 | 2197 | 2013 | 1,091 |
| 5.   | Zenit San Pietroburgo | 50 | 26 | 17 | 9  | 58 | 38 | 1,526 | 2224 | 2128 | 1,045 |
| 6.   | Lokomotiv Novosibirsk | 46 | 26 | 15 | 11 | 56 | 45 | 1,244 | 2378 | 2240 | 1,062 |
| 7.   | Kuzbass               | 45 | 26 | 15 | 11 | 55 | 47 | 1,170 | 2294 | 2131 | 1,076 |
| 8.   | NOVA                  | 34 | 26 | 14 | 12 | 49 | 56 | 0,875 | 2278 | 2311 | 0,986 |
| 9.   | Ural                  | 39 | 26 | 13 | 13 | 51 | 49 | 1,041 | 2201 | 2222 | 0,991 |
| 10.  | Gazprom-Jugra         | 28 | 26 | 9  | 17 | 42 | 62 | 0,677 | 2236 | 2348 | 0,952 |
| 11.  | Dinamo-LO             | 22 | 26 | 6  | 20 | 35 | 67 | 0,522 | 2162 | 2358 | 0,917 |
| 12.  | Enisej                | 20 | 26 | 6  | 20 | 32 | 65 | 0,492 | 2062 | 2256 | 0,914 |
| 13.  | Jaroslavič            | 17 | 26 | 4  | 22 | 29 | 70 | 0,414 | 2024 | 2342 | 0,864 |
| 14.  | Samotlor              | 3  | 26 | 1  | 25 | 16 | 77 | 0,208 | 1820 | 2257 | 0,806 |

| Qualificata ai play-off | Qualificata ai play-out |

### Play-off scudetto

#### Tabellone
|  | Quarti di finale | Quarti di finale      | Quarti di finale      | Quarti di finale | Quarti di finale |  |  | Semifinali            | Semifinali            | Semifinali            | Semifinali            | Semifinali            |                       |   | Finale          | Finale          | Finale          | Finale          | Finale          | Finale          | Finale          |  |
|  |                  |                       |                       |                  |                  |  |  |                       |                       |                       |                       |                       |                       |   |                 |                 |                 |                 |                 |                 |                 |  |
|  | 1                | Zenit-Kazan           | Zenit-Kazan           | 3                | 3                |  |  |                       |                       |                       |                       |                       |                       |   |                 |                 |                 |                 |                 |                 |                 |  |
|  | 8                | NOVA                  | NOVA                  | 1                | 1                |  |  | Zenit-Kazan           | Zenit-Kazan           | Zenit-Kazan           | 3                     | 3                     |                       |   |                 |                 |                 |                 |                 |                 |                 |  |
|  | 2                | Belogor'e             | Belogor'e             | 0                | 0                |  |  | Kuzbass               | Kuzbass               | Kuzbass               | 0                     | 2                     |                       |   |                 |                 |                 |                 |                 |                 |                 |  |
|  | 7                | Kuzbass               | Kuzbass               | 3                | 3                |  |  |                       |                       |                       |                       |                       |                       |   | Zenit-Kazan     | Zenit-Kazan     | Zenit-Kazan     | Zenit-Kazan     | 3               | 3               | 3               |  |
|  | 3                | Dinamo Mosca          | Dinamo Mosca          | 3                | 3                |  |  |                       |                       | Zenit San Pietroburgo | Zenit San Pietroburgo | Zenit San Pietroburgo | Zenit San Pietroburgo | 0 | 2               | 0               |                 |                 |                 |                 |                 |  |
|  | 6                | Lokomotiv Novosibirsk | Lokomotiv Novosibirsk | 1                | 1                |  |  | Dinamo Mosca          | Dinamo Mosca          | Dinamo Mosca          | 2                     | 2                     |                       |   |                 |                 |                 |                 |                 |                 |                 |  |
|  | 4                | Fakel                 | Fakel                 | 0                | 0                |  |  | Zenit San Pietroburgo | Zenit San Pietroburgo | Zenit San Pietroburgo | 3                     | 3                     |                       |   |                 |                 |                 |                 |                 |                 |                 |  |
|  | 5                | Zenit San Pietroburgo | Zenit San Pietroburgo | 3                | 3                |  |  |                       |                       |                       |                       |                       |                       |   | Finale 3º posto | Finale 3º posto | Finale 3º posto | Finale 3º posto | Finale 3º posto | Finale 3º posto | Finale 3º posto |  |
|  |                  |                       |                       |                  |                  |  |  |                       |                       |                       |                       |                       |                       |   |                 |                 |                 |                 |                 |                 |                 |  |
|  |                  |                       |                       |                  |                  |  |  |                       |                       |                       |                       |                       |                       |   | Kuzbass         | Kuzbass         | Kuzbass         | Kuzbass         | Kuzbass         | 2               | 0               |  |
|  |                  |                       |                       |                  |                  |  |  |                       |                       |                       |                       |                       |                       |   | Dinamo Mosca    | Dinamo Mosca    | Dinamo Mosca    | Dinamo Mosca    | Dinamo Mosca    | 3               | 3               |  |

#### Risultati
| Quarti di finale |                                    |     |                            |
|                  |                                    |     |                            |
| 10-03            | Zenit-Kazan-NOVA                   | 3-1 | 30-28, 26-28, 25-18, 25-14 |
| 10-03            | Belogor'e-Kuzbass                  | 0-3 | 22-25, 19-25, 25-27        |
| 10-03            | Dinamo Mosca-Lokomotiv Novosibirsk | 3-1 | 25-20, 23-25, 26-24, 25-18 |
| 10-03            | Fakel-Zenit San Pietroburgo        | 0-3 | 22-25, 19-25, 20-25        |

| 16-03 | NOVA-Zenit-Kazan                   | 1-3 | 15-25, 25-23, 25-27, 21-25 |
| 16-03 | Kuzbass-Belogor'e                  | 3-0 | 27-25, 25-20, 25-18        |
| 18-03 | Lokomotiv Novosibirsk-Dinamo Mosca | 1-3 | 17-25, 22-25, 26-24, 13-25 |
| 17-03 | Zenit San Pietroburgo-Fakel        | 3-0 | 25-21, 30-28, 25-22        |

| Semifinali |                                    |     |                                   |
|            |                                    |     |                                   |
| 31-03      | Zenit-Kazan-Kuzbass                | 3-0 | 25-16, 25-20, 25-12               |
| 31-03      | Dinamo Mosca-Zenit San Pietroburgo | 2-3 | 20-25, 25-22, 11-25, 25-16, 10-15 |

| 06-04 | Kuzbass-Zenit-Kazan                | 2-3 | 25-21, 18-25, 25-23, 22-25, 10-15 |
| 06-04 | Zenit San Pietroburgo-Dinamo Mosca | 3-2 | 20-25, 16-25, 28-26, 25-18, 15-13 |

| Finale |                                   |     |                                  |
|        |                                   |     |                                  |
| 20-04  | Zenit-Kazan-Zenit San Pietroburgo | 3-0 | 25-17, 25-20, 25-21              |
| 21-04  | Zenit-Kazan-Zenit San Pietroburgo | 3-2 | 19-25, 15-25, 25-18, 25-22, 15-9 |
| 28-04  | Zenit San Pietroburgo-Zenit-Kazan | 0-3 | 21-25, 22-25, 22-25              |

| Finale 3º posto |                      |     |                                   |
|                 |                      |     |                                   |
| 20-04           | Dinamo Mosca-Kuzbass | 3-2 | 25-27, 25-23, 23-25, 25-22, 19-17 |
| 25-04           | Kuzbass-Dinamo Mosca | 0-3 | 19-25, 18-25, 21-25               |

### Play-off 5º posto

#### Tabellone
|  | Semifinali | Semifinali            | Semifinali            | Semifinali | Semifinali |  |  | Finale 5º posto | Finale 5º posto | Finale 5º posto | Finale 5º posto | Finale 5º posto |  |
|  |            |                       |                       |            |            |  |  |                 |                 |                 |                 |                 |  |
|  | 8          | NOVA                  | 3                     | 1          | 1          |  |  |                 |                 |                 |                 |                 |  |
|  | 2          | Belogor'e             | 1                     | 3          | 3          |  |  | Belogor'e       | Belogor'e       | 3               | 1               | 3               |  |
|  | 6          | Lokomotiv Novosibirsk | Lokomotiv Novosibirsk | 0          | 0          |  |  | Fakel           | Fakel           | 0               | 3               | 0               |  |
|  | 4          | Fakel                 | Fakel                 | 3          | 3          |  |  |                 |                 |                 |                 |                 |  |

#### Risultati
| Semifinali |                             |     |                            |
|            |                             |     |                            |
| 31-03      | Belogor'e-NOVA              | 1-3 | 24-26, 25-21, 11-25, 22-25 |
| 29-03      | Lokomotiv Novosibirsk-Fakel | 0-3 | 17-25, 23-25, 23-25        |

| 06-04 | NOVA-Belogor'e              | 1-3 | 28-26, 23-25, 19-25, 23-25 |
| 15-04 | Fakel-Lokomotiv Novosibirsk | 3-0 | 48-46, 25-22, 25-19        |

| 15-04 | Belogor'e-NOVA | 3-1 | 35-37, 25-20, 25-22, 25-22 |

| Finale 5º posto |                 |     |                            |
|                 |                 |     |                            |
| 21-04           | Belogor'e-Fakel | 3-0 | 25-20, 25-22, 25-20        |
| 25-04           | Fakel-Belogor'e | 3-1 | 19-25, 25-22, 25-21, 25-19 |
| 29-04           | Belogor'e-Fakel | 3-0 | 25-20, 25-22, 25-18        |

### Play-out
|  | Playout |          |          |          |   |   |   |  |
|  |         |          |          |          |   |   |   |  |
|  | 9       | Ural     | Ural     | Ural     | 3 | 3 | 3 |  |
|  | 14      | Samotlor | Samotlor | Samotlor | 2 | 0 | 0 |  |

|  | Playout |               |               |               |   |   |   |  |
|  |         |               |               |               |   |   |   |  |
|  | 10      | Gazprom-Jugra | Gazprom-Jugra | Gazprom-Jugra | 3 | 3 | 3 |  |
|  | 13      | Jaroslavič    | Jaroslavič    | Jaroslavič    | 1 | 0 | 2 |  |

|  | Playout |                       |                       |   |   |   |   |  |
|  |         |                       |                       |   |   |   |   |  |
|  | 11      | Lokomotiv Novosibirsk | Lokomotiv Novosibirsk | 1 | 3 | 2 | 1 |  |
|  | 12      | Enisej                | Enisej                | 3 | 2 | 3 | 3 |  |

| Gara 1 |                          |     |                                   |
|        |                          |     |                                   |
| 17-03  | Ural-Samotlor            | 3-2 | 19-25, 21-25, 25-23, 25-23, 15-10 |
| 17-03  | Gazprom-Jugra-Jaroslavič | 3-1 | 25-21, 25-20, 25-27, 25-22        |
| 18-03  | Dinamo-LO-Enisej         | 1-3 | 18-25, 18-25, 25-19, 25-27        |

| Gara 2 |                          |     |                                   |
|        |                          |     |                                   |
| 18-03  | Ural-Samotlor            | 3-0 | 25-21, 25-23, 25-15               |
| 18-03  | Gazprom-Jugra-Jaroslavič | 3-0 | 25-15, 25-20, 25-21               |
| 19-03  | Dinamo-LO-Enisej         | 3-2 | 25-22, 25-18, 19-25, 24-26, 15-13 |

| Gara 3 |                          |     |                                  |
|        |                          |     |                                  |
| 24-03  | Samotlor-Ural            | 0-3 | 18-25, 27-29, 23-25              |
| 24-03  | Jaroslavič-Gazprom-Jugra | 2-3 | 25-22, 25-19, 17-25, 23-25, 5-15 |
| 24-03  | Enisej-Dinamo-LO         | 3-2 | 25-19, 23-25, 25-23, 23-25, 15-8 |

| Gara 4 |                  |     |                            |
|        |                  |     |                            |
| 25-03  | Enisej-Dinamo-LO | 3-1 | 25-19, 30-28, 22-25, 25-21 |

### Torneo di qualificazione alla Superliga

#### Risultati
| Round-robin di Čeljabinsk |                              |     |                                   |
|                           |                              |     |                                   |
| 20-04                     | Jaroslavič-Samotlor          | 3-1 | 25-21, 25-23, 17-25, 25-21        |
| 20-04                     | Dinamo-LO-Dinamo Čeljabinsk  | 3-2 | 25-21, 25-22, 21-25, 25-27, 15-10 |
| 21-04                     | Dinamo-LO-Jaroslavič         | 3-0 | 30-28, 25-20, 25-22               |
| 21-04                     | Dinamo Čeljabinsk-Samotlor   | 3-0 | 25-16, 25-22, 25-18               |
| 22-04                     | Samotlor-Dinamo-LO           | 1-3 | 14-25, 25-27, 25-23, 18-25        |
| 22-04                     | Jaroslavič-Dinamo Čeljabinsk | 3-1 | 25-22, 22-25, 25-22, 25-22        |

| Round-robin di San Pietroburgo |                              |     |                                   |
|                                |                              |     |                                   |
| 27-04                          | Jaroslavič-Samotlor          | 3-0 | 25-23, 25-20, 25-20               |
| 27-04                          | Dinamo-LO-Dinamo Čeljabinsk  | 3-1 | 23-25, 25-14, 25-22, 25-17        |
| 28-04                          | Dinamo Čeljabinsk-Samotlor   | 0-3 | 20-25, 22-25, 20-25               |
| 28-04                          | Dinamo-LO-Jaroslavič         | 2-3 | 28-26, 25-16, 23-25, 18-25, 12-15 |
| 29-04                          | Jaroslavič-Dinamo Čeljabinsk | 3-0 | 25-20, 25-22, 25-17               |
| 29-04                          | Samotlor-Dinamo-LO           | 0-3 | 22-25, 23-25, 17-25               |

#### Classifica
| Pos. | Squadra           | Pt | G | V | P | SV | SP | Ratio | PF  | PS  | Ratio |
| ---- | ----------------- | -- | - | - | - | -- | -- | ----- | --- | --- | ----- |
| 1.   | Dinamo-LO         | 15 | 6 | 5 | 1 | 17 | 7  | 2.429 | 570 | 504 | 1.131 |
| 2.   | Jaroslavič        | 14 | 6 | 5 | 1 | 15 | 7  | 2.143 | 516 | 489 | 1.055 |
| 3.   | Dinamo Čeljabinsk | 4  | 6 | 1 | 5 | 7  | 15 | 0.467 | 470 | 512 | 0.918 |
| 4.   | Samotlor          | 3  | 6 | 1 | 5 | 5  | 15 | 0.333 | 428 | 479 | 0.894 |

| Ammesse in Superliga |

## Verdetti
| Squadra               | Qualificazione         |
| --------------------- | ---------------------- |
| Zenit-Kazan           | Champions League       |
| Zenit San Pietroburgo | Champions League       |
| Dinamo Mosca          | Champions League       |
| Kuzbass               | Coppa CEV              |
| Belogor'e             | Challenge Cup          |
| Samotlor              | Visšaja liga A 2018-19 |

## Statistiche
| Punti totali | Punti totali        | Punti totali | Punti totali                     |
| Pos.         | Nome                | Punti        | Squadra                          |
| ------------ | ------------------- | ------------ | -------------------------------- |
| 1            | Romanas Škuljavičus | 498          | NOVA                             |
| 2            | Pavel Kruglov       | 466          | Dinamo Mosca                     |
| 3            | Wilfredo León       | 401          | Zenit-Kazan                      |
| 4            | Oreol Camejo        | 392          | Zenit San Pietroburgo            |
| 5            | Maksim Michajlov    | 384          | Zenit-Kazan                      |
| 6            | Viktor Poletaev     | 359          | Kuzbass                          |
| 7            | Egor Kljuka         | 349          | Fakel                            |
| 8            | Dmitrij Volkov      | 347          | Fakel                            |
| 9            | György Grozer       | 344          | Lokomotiv Novosibirsk/ Belogor'e |
| 10           | Dmitrij Muserskij   | 327          | Belogor'e                        |

| Attacchi vincenti | Attacchi vincenti   | Attacchi vincenti | Attacchi vincenti                |
| Pos.              | Nome                | Punti             | Squadra                          |
| ----------------- | ------------------- | ----------------- | -------------------------------- |
| 1                 | Romanas Škuljavičus | 428               | NOVA                             |
| 2                 | Pavel Kruglov       | 394               | Dinamo Mosca                     |
| 3                 | Oreol Camejo        | 324               | Zenit San Pietroburgo            |
| 4                 | Maksim Michajlov    | 315               | Zenit-Kazan                      |
| 5                 | Wilfredo León       | 309               | Zenit-Kazan                      |
| 6                 | Egor Kljuka         | 301               | Fakel                            |
| 7                 | Radzivon Miskevič   | 283               | Ural                             |
| 8                 | Viktor Poletaev     | 273               | Kuzbass                          |
| 9                 | Dmitrij Volkov      | 270               | Fakel                            |
| 10                | György Grozer       | 266               | Lokomotiv Novosibirsk/ Belogor'e |

| Muri vincenti | Muri vincenti       | Muri vincenti | Muri vincenti         |
| Pos.          | Nome                | Punti         | Squadra               |
| ------------- | ------------------- | ------------- | --------------------- |
| 1             | Il'jas Kurkaev      | 94            | Lokomotiv Novosibirsk |
| 2             | Aleksandr Abrosimov | 81            | Ural                  |
| 3             | Sergej Busel        | 71            | NOVA                  |
| 4             | Dmytro Pašyckyj     | 70            | Kuzbass               |
| 5             | Igor' Filippov      | 67            | Ural                  |
| 6             | Aleksej Safonov     | 66            | Gazprom-Jugra         |
| 7             | Il'ja Vlasov        | 65            | Fakel                 |
| 8             | Dmitrij Muserskij   | 60            | Belogor'e             |
| 8             | Petar Krsmanović    | 60            | Gazprom-Jugra         |
| 10            | Aleksandr Krickij   | 58            | Enisej                |

| Battute vincenti | Battute vincenti  | Battute vincenti | Battute vincenti                 |
| Pos.             | Nome              | Punti            | Squadra                          |
| ---------------- | ----------------- | ---------------- | -------------------------------- |
| 1                | Wilfredo León     | 63               | Zenit-Kazan                      |
| 2                | Viktor Poletaev   | 56               | Kuzbass                          |
| 3                | Pavel Pankov      | 55               | Zenit San Pietroburgo            |
| 4                | Maksim Michajlov  | 42               | Zenit-Kazan                      |
| 5                | Evgenij Sivoželez | 39               | Zenit San Pietroburgo            |
| 6                | György Grozer     | 38               | Lokomotiv Novosibirsk/ Belogor'e |
| 7                | Sergej Antipkin   | 37               | Dinamo Mosca                     |
| 8                | Dmitrij Volkov    | 35               | Fakel                            |
| 9                | Aleksej Ostapenko | 32               | Dinamo Mosca                     |
| 10               | Aleksandr But'ko  | 31               | Zenit-Kazan                      |